# Johan Jacob Deuntzer
Johan Jacob Deuntzer (19. september 1808 i København – 11. juni 1875 sammesteds) var en dansk arkitekt, far til politikeren Johan Henrik Deuntzer.
Hans forældre var murermester, kaptajn i Brandkorpset Johan Caspar Deuntzer (1771-1835) og Ane Margrethe Vilhelmina født Reimert (1769-1837). Som dreng kom han i oktober 1819 ind på Kunstakademiet, besøgte dels tegneskolerne, dels bygningsskolerne, vandt 1829 den lille (for En Børs), 1833 den store sølvmedalje (for Et civilt Arresthus), i mellemtiden to gange pengepræmie og endelig i 1834 Æresmedaillen (C.F. Hansen Medaillen) i arkitekturen for En Markedsplads. Efter en tid lang at have arbejdet som tegner og konduktør hos Jørgen Hansen Koch, tog han den 18. maj 1850 borgerskab som murermester og virkede siden som sådan. Trods de fine resultater fik han derfor ingen betydelig karriere som arkitekt. I 1869 opførte han forhuset til Bredgade 56 efter egen tegning i nyrokokostil.
Han ægtede 19. juli 1840 i København Sophie Margrethe Kornbech (29. april 1815 i Odense – 1. januar 1892 på Frederiksberg), datter af murermester, lotterikollektør Peter Nielsen Kornbech og Johanne Laurine Petersen og søster til major, murermester Johan Henrik Kornbeck (1807-1871), som var gift med Deuntzers søster Margrethe Therese Deuntzer (1814-1889), og som var far til maleren Peter Kornbeck. En datter af Deuntzer, Emilie, blev gift med officeren J.C.W. Hirsch.
Deuntzer er begravet på Assistens Kirkegård.